# Randy Bachman

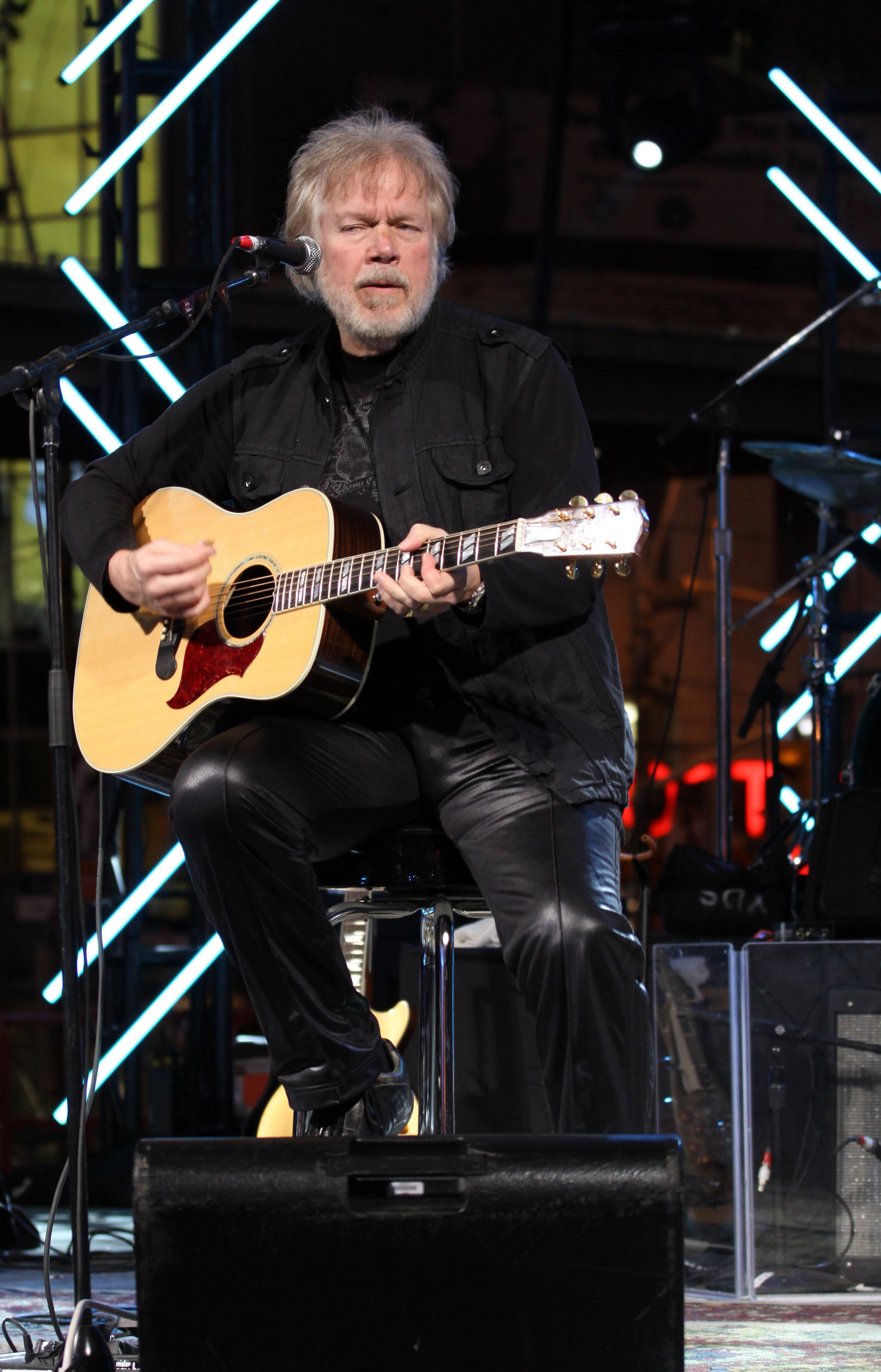
Randy Bachman (2009)

Randolph Charles (Randy) Bachman (Winnipeg (Manitoba), 27 september 1943) is een Canadese zanger, gitarist en componist. Naast zijn solocarrière heeft hij ook gespeeld in de Canadese bands The Guess Who, Brave Belt, Bachman-Turner Overdrive en Ironhorse. Sommigen beschouwen Bachman als de architect van de Canadese rock-'n-roll.

## Biografie
Randy Bachman leeft momenteel op Salt Spring Island bij Vancouvereiland, Brits-Columbia, Canada en is al jaren getrouwd met Denise McCann. In zijn muzikale loopbaan begon het met "gewone" rockmuziek; ten tijde van Bachman Turner Overdrive, melodieuze hardrock; tijdens zijn solocarrière wordt de muziek steeds rustiger en neigt hij meer naar de jazzkant.
Gedurende zijn leven heeft hij diverse prijzen ontvangen vanwege zijn verdiensten in de Canadese muziekwereld. Hij kreeg onder andere de Order of Manitoba en een eredoctoraat aan de Universiteit van Brandon in Manitoba.
Randy Bachman toert nog steeds door de wereld; dan weer alleen en dan weer met zijn maatje uit The Guess Who, Burton Cummings. Inmiddels heeft Bachman een aantal jazzalbums op zijn naam staan. Er volgde een reünie met Fred Turner voor Bachman & Turner, daarna ging Bachman weer solo met het album Heavy blues. 
Bachman heeft in 2018 een album opgenomen met covers van George Harrison met als titel By George, by Bachman: Songs of George Harrison.

## Trivia
- Randy Bachman heeft opgetreden in een aflevering van The Simpsons; de schepper van The Simpsons, Matt Groening is een groot fan van Bachman Turner Overdrive. In die aflevering werd hij weer in contact gebracht met de andere naamgever van BTO: C.F. Turner.
- Randy Bachman presenteert anno 2007 al een aantal jaren een radioprogramma  Vinyl Tap op een Canadees radiostation; hierin vertelt hij aan de hand van elpee-muziek en bezoekende artiesten verhalen over de muziek; ook put hij uit zijn eigen muzikale loopbaan;
- Tim Bachman en Rob Bachman zijn broers van Randy; Tal Bachman is zijn zoon.

## Solodiscografie
- 1970 Axe
- 1976 Survivor
- 1992 Any road
- 1993 Bob's Garage (Live)
- 1996 Merge
- 1998 Songbook
- 2001 Every song tells a story
- 2004 Jazz Thing
- 2006 Bachman-Cummings Songbook – een verzamelalbum met liedjes uit hun The Guess Who-tijd;
- 2006 The Thunderbird Trax – Opnamen met Cummings, die op de plank zijn blijven liggen tijdens een sessie in 1987;
- 2007 Jazz Thing II
- 2007 Jukebox - Bachman & Cummings album met covers van liedjes van onder andere Bob Dylan, The Shadows en The Beatles
- 2018 By George, by Bachman: Songs of George Harrison

## Videodiscografie
- 2001 Every Song Tells a Story
- 2005 Live 8 Toronto – waarop hij Takin' care of business zingt met The Carpet Frogs,
- 2006 Jazz Thing Live in Toronto;
- 2006 First Time Around  met Burton Cummings and The Carpet Frogs als de Bachman-Cummings Band